# Eusarsiella alata
Eusarsiella alata är en kräftdjursart. Eusarsiella alata ingår i släktet Eusarsiella och familjen Sarsiellidae. Inga underarter finns listade i Catalogue of Life.